# Javi Santiago
Javi Santiago (Arjona, 25 de marzo de 1986) es un guitarrista y compositor español de flamenco. En 2008 fue reconocido con el Premio Nacional de Guitarra Flamenca otorgado por la INJUVE.

## Biografía
Desde una edad temprana, Javi Santiago exhibió un talento innato para la música, especialmente para el arte flamenco, ya que proviene de familia de artistas como Manzanita o Chiquetete. A los nueve años, comenzó a recibir instrucción musical, inicialmente de un familiar y, más tarde, de reconocidos maestros como Sebastián García, Juan Ballesteros, Paco Serrano o Juanma “el Tomate”, Manolo Sanlúcar, José Antonio Rodríguez, Manolo Franco y Diego del Morao.
Fue a la edad de catorce años cuando decidió dedicarse de manera profesional a la música, recibiendo el reconocimiento de Fosforito, quien le brindó la oportunidad de consolidar su carrera. A lo largo de su trayectoria, ha compartido escenario y acompañado a destacados artistas del género flamenco, entre ellos José Mercé, Diego el Cigala, Duquende, Antonio Canales, Farruquito, Juan Villar, Lole Montoya, Enrique Morente, La Susi, Juan Valderrama, Curro Malena, Pepe de Lucía, Remedios Amaya, Pansequito, Aurora Vargas, El Cabrero, José Parra, Guadiana, Manuel de Paula o Gabriel Moreno. Ha llevado su música a escenarios de todo el mundo, destacando sus giras por países como Panamá, Colombia, Portugal, Francia, Inglaterra, Holanda, Dinamarca, Suecia, Estonia, Alemania, Noruega, Finlandia, Rusia, República Checa, Italia o Malta.
En 2021, presentó Catafalco y Oro con la colaboración especial de Potito, en honor a Emilio de Justo. En 2023, produjo el trabajo A mis maestros, dedicadas a sus influyentes mentores, especialmente a Manolo Sanlúcar.Este trabajo incluye composiciones originales, así como homenajes a sus maestros mediante la incorporación de fragmentos de sus obras más emblemáticas. En junio de 2024 colaboró en el trabajo Te esperaré junto a Bernardo Vázquez y Lorena Santos. Ese mismo año, presentó Arjona, un homenaje a su ciudad natal, y Piropo a Arjona junto al cantaor José Sabalete.

## Discografía
- 2021: Catafalco y Oro (con Potito)
- 2023: A mis maestros
- 2024: Arjona
- 2024: Piropo a Arjona (con José Sabalete)

## Premios y nominaciones
- 2008: Premio Nacional de Guitarra Flamenca por la INJUVE
- 2019: Semifinalista en el Festival Internacional Cante de las Minas (La Unión)[8][9]
- 2019: Semifinalista en el Concurso de Guitarra Niño Miguel (Villanueva de los Castillejos)
- 2019: Semifinalista en el Concurso Internacional de Guitarra Flamenca de Hospitalet de Llobregat.[10]
- 2023: Premio a la mejor interpretación y ejecución en el Festival de Guitarra de Lebrija.[11]
- 2024: Primer Premio en la IX Bienal Flamenca de la ONCE (Granada).
- 2024: Finalista en el Certamen Internacional de Guitarra Flamenca Miguel Borrull (Barcelona).